# Gospel
A gospel zenei stílus, amelyet a keresztény vallási életben használnak egyéni vagy közösségi hit kifejezésére. Az angol nyelvben gospel névvel illetik az evangéliumokat is (főként az újszövetségi Szentírást). Ebben az értelemben a gospel, mint zenei műfaj, az evangéliumi tanítások és történetek érzelemtől átfűtött formában történő, előképzettség nélkül is érthető előadása.

## Eredete
Az eredete a 17. század elejére vezethető vissza.
Az Amerika földjére behurcolt rabszolgák kettős teher alá kerültek. Egyrészt el kellett sajátítaniuk az angol nyelvet. Másrészt pogányoknak tartották őket, és elkezdték őket keresztény hitre téríteni. Ezek az emberek néhány nemzedék után valóban kereszténnyé váltak, az ezzel kapcsolatos ismereteiket és a lelkükben átélt érzelmeket a maguk örökletes zenei (harmónia és ritmus) formában kezdték kifejezni.
Az eltérő típusú vallási közösségekben eltérően értelmezhetik a gospel zene jelentőségét és előadását, és ugyanúgy elhangozhat nem vallásos jellegű rendezvényeken, esetleg hangversenyeken, mint a templomban, de összességében az összes gospel mű lényege Isten és Jézus tiszteletében rejlik. Ma már megszokott dolog a keresztény templomokban a tapsoló, ritmusra egyházi dalokat éneklő hívők látványa.

## Előadásmódja
A zenében előtérbe kerülnek a vokálok, a szövegek pedig vallásos színezettel rendelkeznek. Léteznek a gospelnek különböző alműfajai, ezek a southern gospel, az urban contemporary gospel és a modern gospel, ezek mind más értelmezésben, egyéb zenei stílusok – mint a country vagy a blues – elegyítésével adják elő a gospel zenét. Több fajtája tartalmazhat zongora vagy basszus- és elektromos gitár kíséretet, de egy komplett zenekar is játszhatja. A gospel előadói közül néhányan orgonakísérettel énekelnek (például Mahalia Jackson).